# Le JAP, juge d'application des peines
Pour les articles homonymes, voir JAP.
Le JAP, juge d'application des peines est une série télévisée française en huit épisodes de 90 minutes, créée par Jean-Pierre Bouyxou et Didier Philippe-Gérard, diffusée du 5 novembre 1992 au 23 juin 1996 sur TF1 et rediffusée sur Canal Jimmy, TV Breizh et TMC.
Depuis le 22 novembre 2024, l'intégralité est diffusée sur la plateforme gratuite TF1+.

## Synopsis
Boris Corton est un JAP, autrement dit un juge de l'application des peines, chargé de suivre le parcours des condamnés.

## Acteurs principaux
- Carlos : le juge Boris Corton
- Hella Petri : Babou
- Alexandra Kazan : Julie
- Philippe Clay : Jambier
- Daniel Martin : Brucker
- Bernard Alane : Brucker (Saison 3)
- Dorothée Pham : Nimh
- Noëlle Dussart : Alexandra (Saison 3)

## Acteurs secondaires
- Roger Dumas : Le policier (dans l'épisode "Tirez sur le lampiste")
- Marc Monjou : Mercadier (dans l'épisode "Tirez sur le lampiste")
- Emmanuelle Messignac : Valérie (dans l'épisode "Tirez sur le lampiste")
- Bruno Pradal : (dans l'épisode "Les Dangers de la liberté")
- Marc Monjou : Mercadier (dans l'épisode "Les Dangers de la liberté")
- Jean-Philippe Durand : Pierrot (dans l'épisode "Les Dangers de la liberté")
- Geneviève Mnich : Catherine (dans l'épisode "Les Dangers de la liberté")
- Antoine Duléry : Antoine Cachan (dans l'épisode "Les Dangers de la liberté")
- Elvire Audrey : Fanny (dans l'épisode "Les Dangers de la liberté")
- Patrick Raynal : Constant (dans l'épisode "Le Dernier Round")
- Nicolas Marié : Guérin (dans l'épisode "Le Dernier Round")
- Betrand Lacy : Berco (dans l'épisode "Le Dernier Round")
- Pascal Renwick : Pascal Rossi (dans l'épisode "Le Dernier Round")
- Guy Amram : Vannier (dans l'épisode "Le Dernier Round")
- Adama Niane : Crépin (dans l'épisode "Le Dernier Round")
- Roger Souza : Antoine (dans l'épisode "Chacun sa gueule")
- Clovis Cornillac : Pierre (dans l'épisode "Chacun sa gueule")
- Eva Mazauric : Marlyne (dans l'épisode "Chacun sa gueule")
- Diane Bellego : Annie (dans l'épisode "Chacun sa gueule")
- Vanessa Demouy : Pauline (dans l'épisode "Chacun sa gueule")
- Anne Bellec : Docteur Maury (dans l'épisode "Chacun sa gueule")
- Annie Girardot : Danièle Barras (dans l'épisode "La Cible")
- Alain MacMoy : Lesueur (dans l'épisode "La Cible")
- Catherine Leprince : Nicole (dans l'épisode "La Cible")
- Sylvie Ferro : Fabienne (dans l'épisode "La Cible")
- Christophe Laubion : Nicolas (dans l'épisode "La Cible")
- François-Régis Marchasson : Juge Tinville (dans l'épisode "La Cible")
- Chantal Poullain : La Directrice (dans l'épisode "La Cible")
- Jacques Penot : Dragan Slavic (dans l'épisode "Le Point de rupture")
- Jean-Pierre Malo : Comissaire Brunet (dans l'épisode "Le Point de rupture")
- Marianne Borgo : Françoise Dragan (dans l'épisode "Le Point de rupture")
- Richard Martin : Robert Baudoin (dans l'épisode "Le Point de rupture")
- Christian Baltauss : Procureur Mannessier (dans l'épisode "Le Point de rupture")
- Laurent Claret : Le gérant du Supermarché (dans l'épisode "Le Point de rupture")
- Jean-Claude Dauphin : Darcy (dans l'épisode "Une petite fille")
- Marie Ravel : Anita (dans l'épisode "Une petite fille")
- Jérôme Robart : Marco (dans l'épisode "Une petite fille")
- Séverine Ferrer : Karine (dans l'épisode "Une petite fille")
- Pascal Jaubert : Nass (dans l'épisode "Une petite fille")
- Catherine Sola : Suzanne (dans l'épisode "Prison personnelle")
- Claire Borotra : Laéticia (dans l'épisode "Prison personnelle")
- Alain Rimoux : Cédric (dans l'épisode "Prison personnelle")

## Épisodes

### Saison 1 (1992)
1. Tirez sur le lampiste
2. Les Dangers de la liberté

### Saison 2 (1993)
1. Le Dernier Round
2. Chacun sa gueule

### Saison 3 (1994-1996)
1. La Cible
2. Le Point de rupture
3. Une petite fille
4. Prison personnelle